# Pombia Safari Park
Il Safari Park di Pombia è un complesso turistico che include un giardino zoologico, uno zoo safari e un parco di divertimento, situato a Pombia in provincia di Novara, fondato e ideato da Angelo Lombardi nel 1976 inizialmente con il nome di Zoo Safari.
Dopo il graduale declino della vecchia struttura, rilevata da Orfeo Triberti, proprietario dal 1999, il parco ha assunto il nome attuale e subìto una notevole ripresa ed espansione negli anni successivi. Nell'ottobre 2022 la famiglia Triberti cede il parco alla famiglia De Rocchi. È composto da due aree distinte: il parco divertimenti con una trentina di giostre, con animali entro recinti o gabbie ed il parco safari dove gli animali vivono in libertà e sono osservabili dai visitatori dentro i loro veicoli o gli appositi trenini.
Il parco ha stipulato un accordo di collaborazione con la facoltà di Medicina Veterinaria dell'Università degli Studi di Torino sui progetti di ricerca che riguardano la patologia e il benessere degli animali allevati e sulla conservazione di alcune specie a rischio d'estinzione.

## Nascita del leone bianco

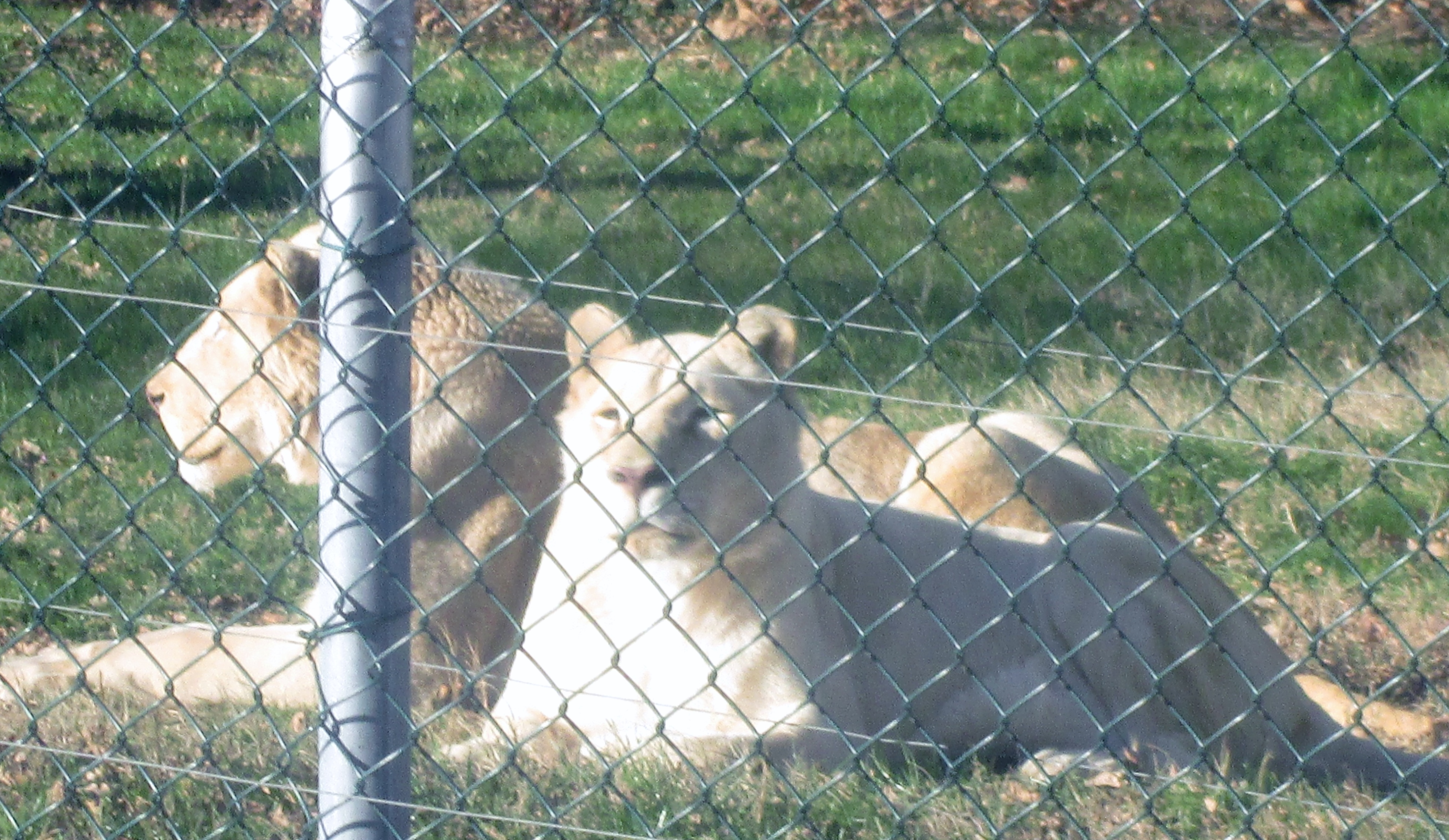
I leoni bianchi, Flash e Moon nel 2013

Nel settembre del 2004, dopo 3 mesi di gestazione, una coppia di leoni bianchi, chiamati Flash e Moon e importati al Pombia Safari Park da un parco tedesco, diede alla luce la sua prima cucciolata. Durante il parto erano però sopraggiunte delle complicazioni che avevano richiesto l'intervento farmacologico e, a partire dal secondo giorno, alla leonessa erano stati sottratti i piccoli a causa di una carenza di latte. Malgrado l'uso di incubatrici e il ricorso all'allattamento artificiale, i cuccioli divennero affetti da un virus che li portò al decesso in meno di un mese.
Due anni più tardi, nel 2006, dalla stessa coppia nasce, ma soprattutto sopravviverà sino all'età adulta, per la prima volta in Italia, una leonessa bianca, chiamata Ashanti. La cucciola però, come sostenuto dalla biologa del parco, Cathrin Schröder, venne da subito sottratta alle cure parentali in quanto Moon, la madre, non si curava di lei e non la scaldava col corpo come avrebbe dovuto fare per istinto materno. Così l'animale è stato allattato artificialmente con un latte in polvere ad alto contenuto proteico.

## Sos Elephants
Sos Elephants è una fondazione senza fini di lucro, istituita nel luglio 2011 dal Safari Park di Pombia, per promuovere la conservazione degli Elefanti del Borneo. La sua missione consiste nell'evidenziare la necessità di intraprendere azioni di conservazione immediate, concrete e flessibili per garantire la sopravvivenza a lungo termine degli elefanti pigmei dello Stato di Sabah, nel Borneo (Malaysia).
Nel 2014 il parco promuove l'iniziativa di sostenere maggiormente la fondazione a sostegno dell'elefante del Borneo. Grazie al successo di Sos Elephants, a cui viene destinata una quota di ogni biglietto d'ingresso, il titolare, Orfeo Triberti, si è posto l'obiettivo di arrivare così a creare, nel Borneo, un'area simile ad una riserva, in cui possano vivere e aumentare di numero, gli elefanti pigmei, sottospecie dell'elefante asiatico presente esclusivamente sull'isola.
Le missioni della fondazione Sos Elephants consistono nel fornire supporto tecnico, finanziario ed amministrativo ai programmi di gestione e protezione delle specie di elefanti presenti nelle loro rispettive aree protette, assistenza nella gestione di zone o roccaforti protette per elefanti nei loro habitat naturali, supporto alle iniziative di riproduzione in cattività e ai programmi di ricerca condotti nei Paesi di origine di questa specie di elefante, oltre che contribuire a partecipare alla formulazione di un piano globale di riproduzione in cattività per le specie di elefanti interessate. Dopo avere ampliato la propria area degli elefanti, nel 2023 e 2024 il Safari park ha ospitato due giovani maschi asiatici, chiamati Einga Tha e Rudi, provenienti da un zoo olandese e dallo zoo di Praga, che ora vivono in un recinto adiacente a quello di Maya, un'anziana elefantessa recuperata da un circo francese nel 2018.

## Galleria d'immagini

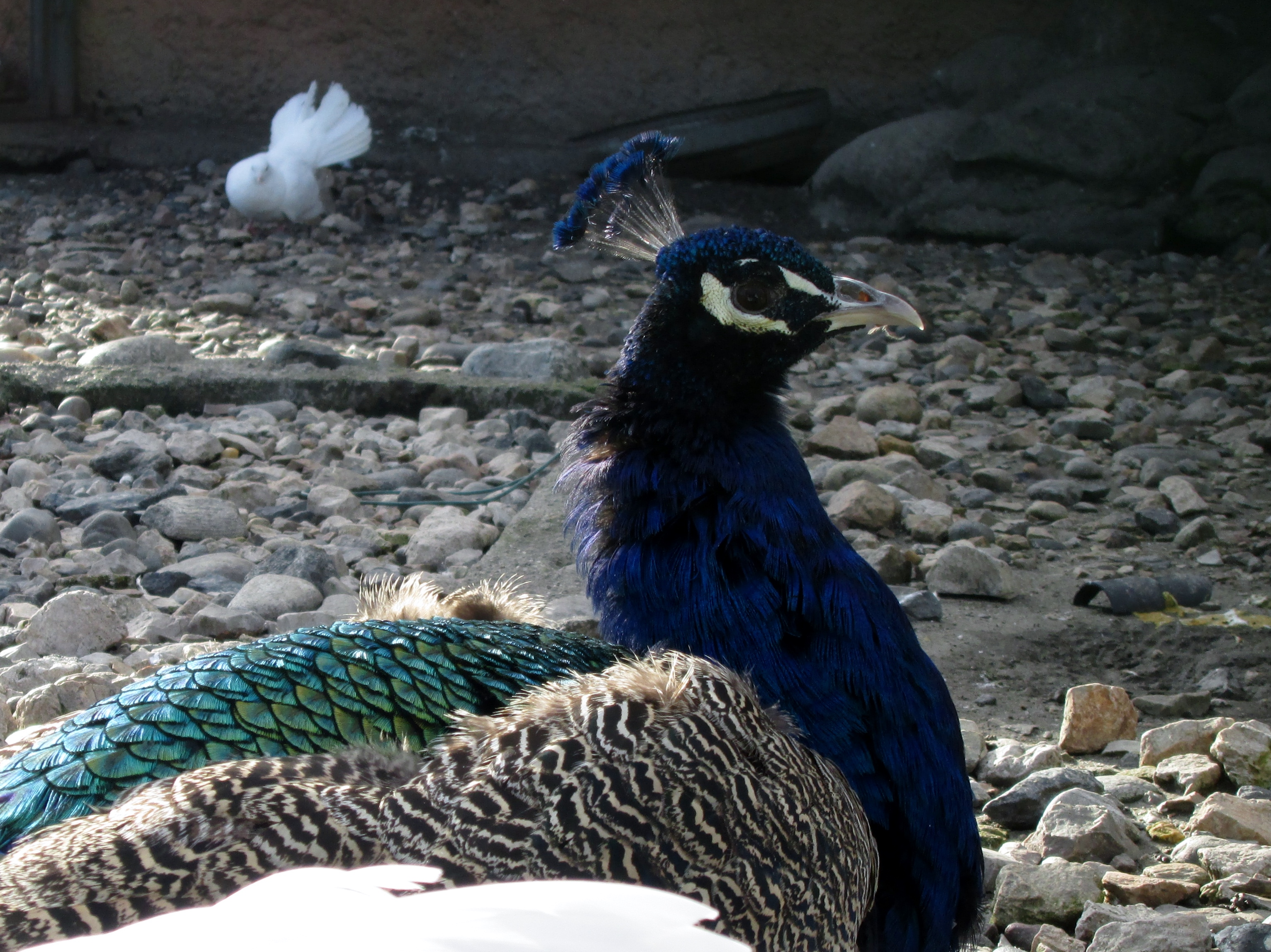
Pavone
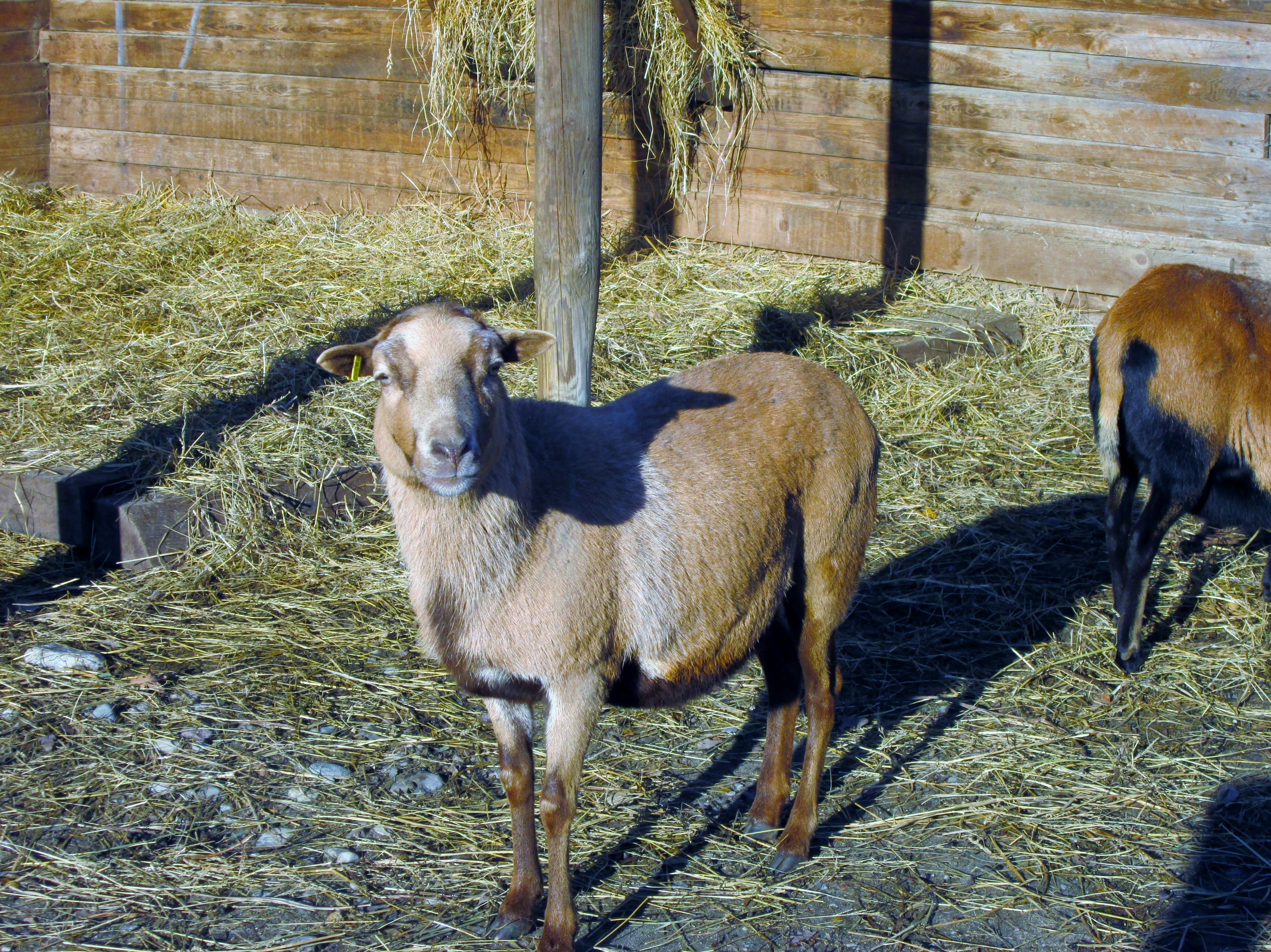
Pecora del Camerun
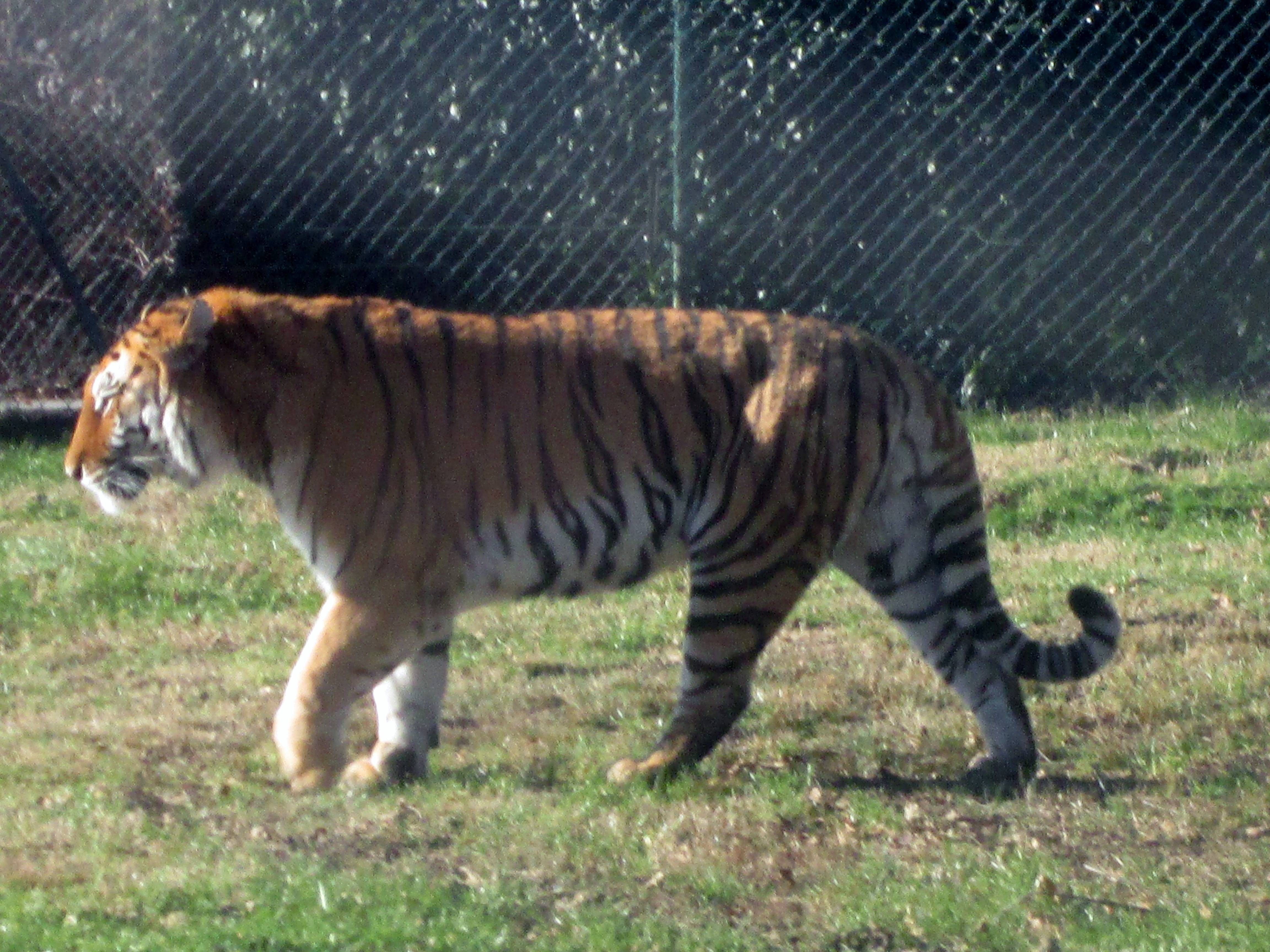
Tigre siberiana
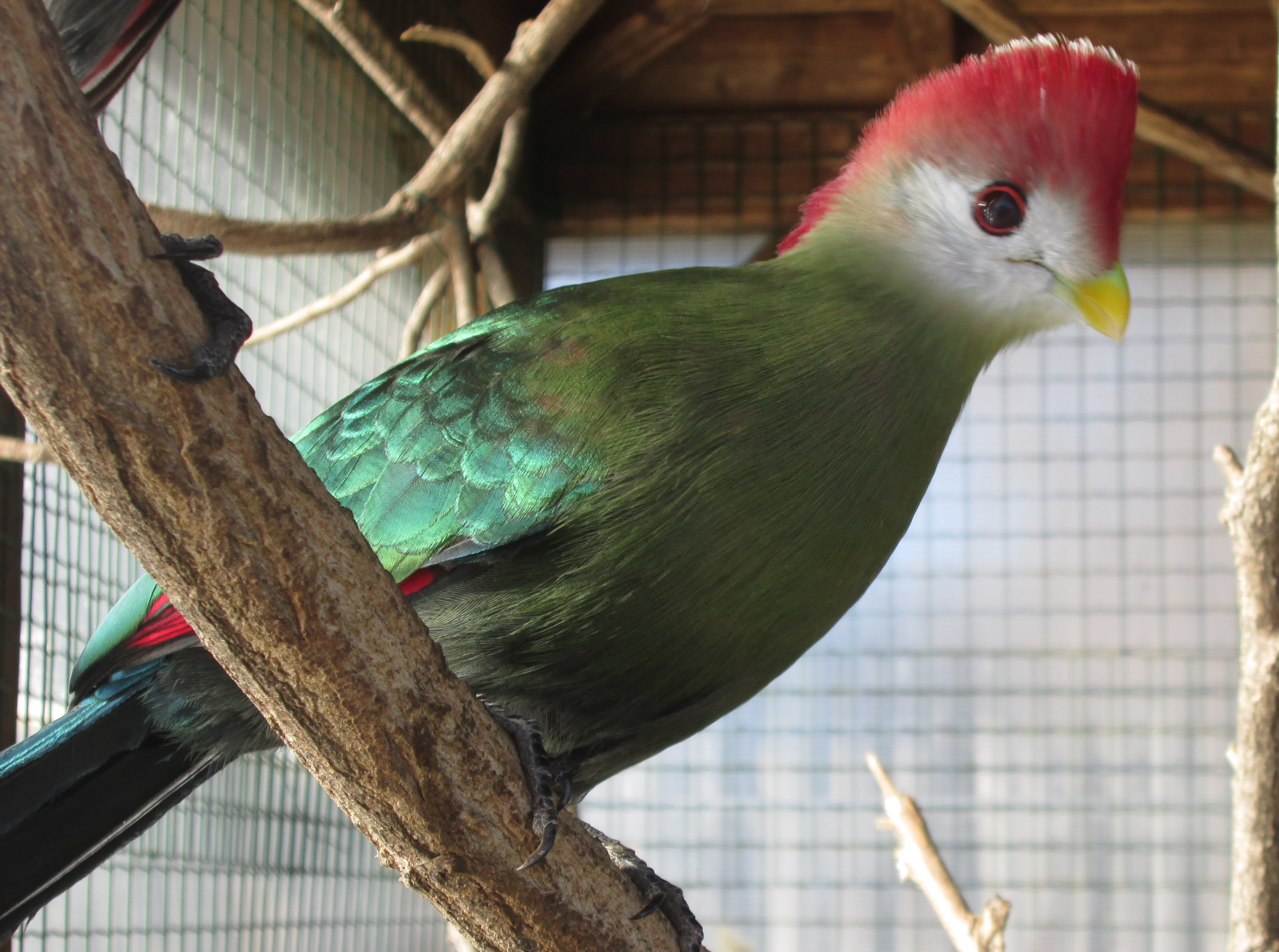
Turaco crestarossa
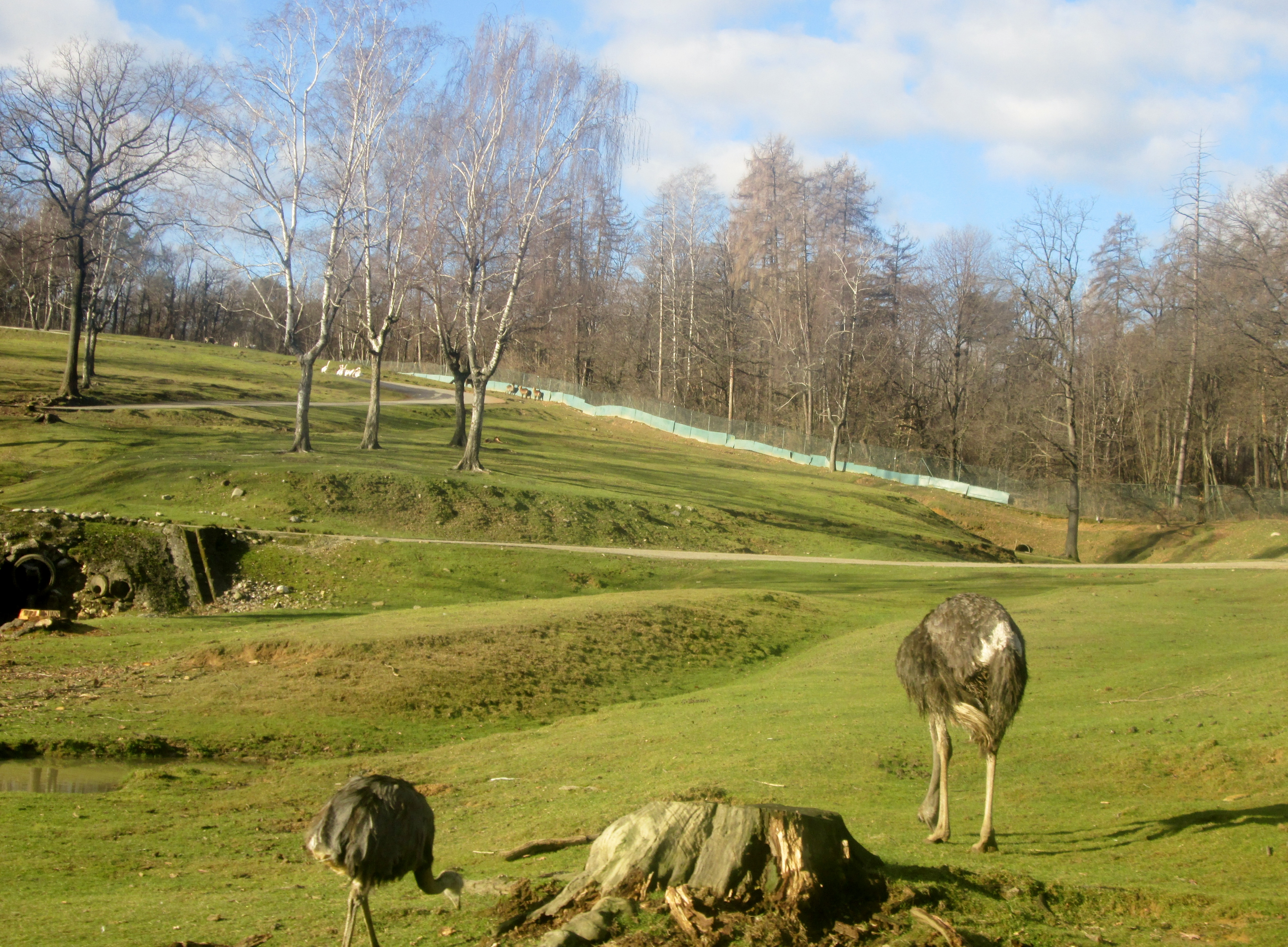
Nandù e struzzo
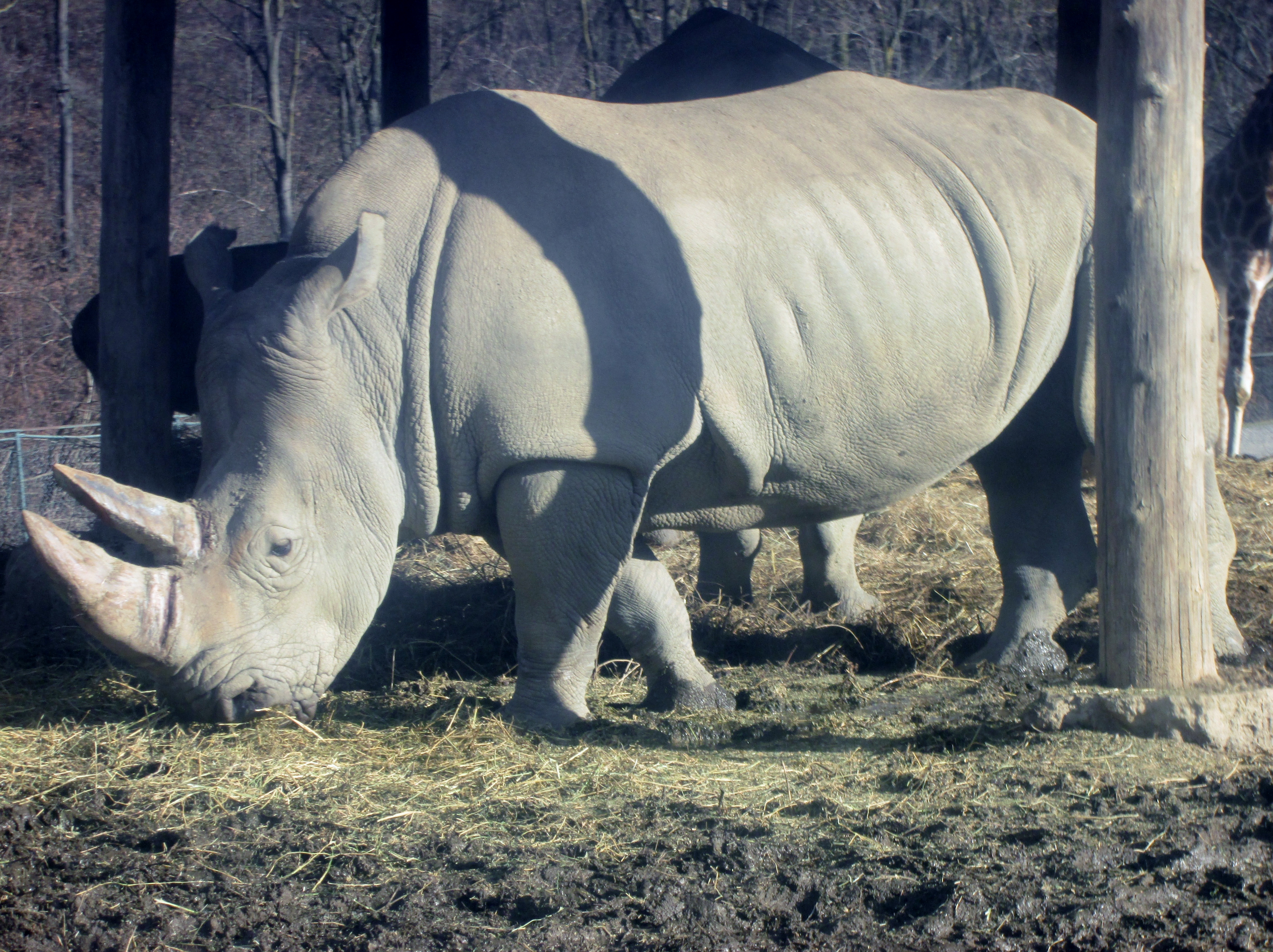
Rinoceronte bianco
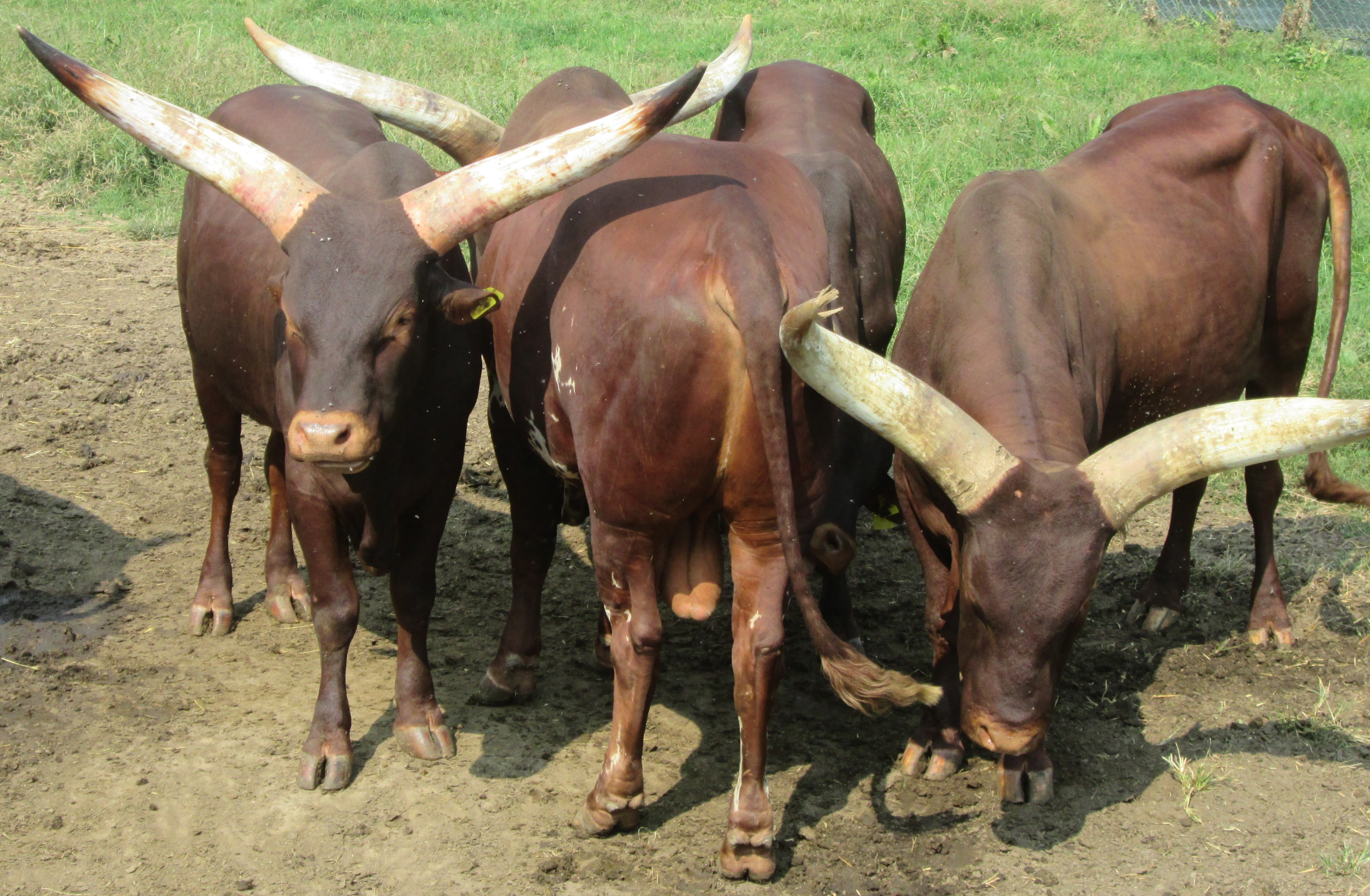
Buoi watussi
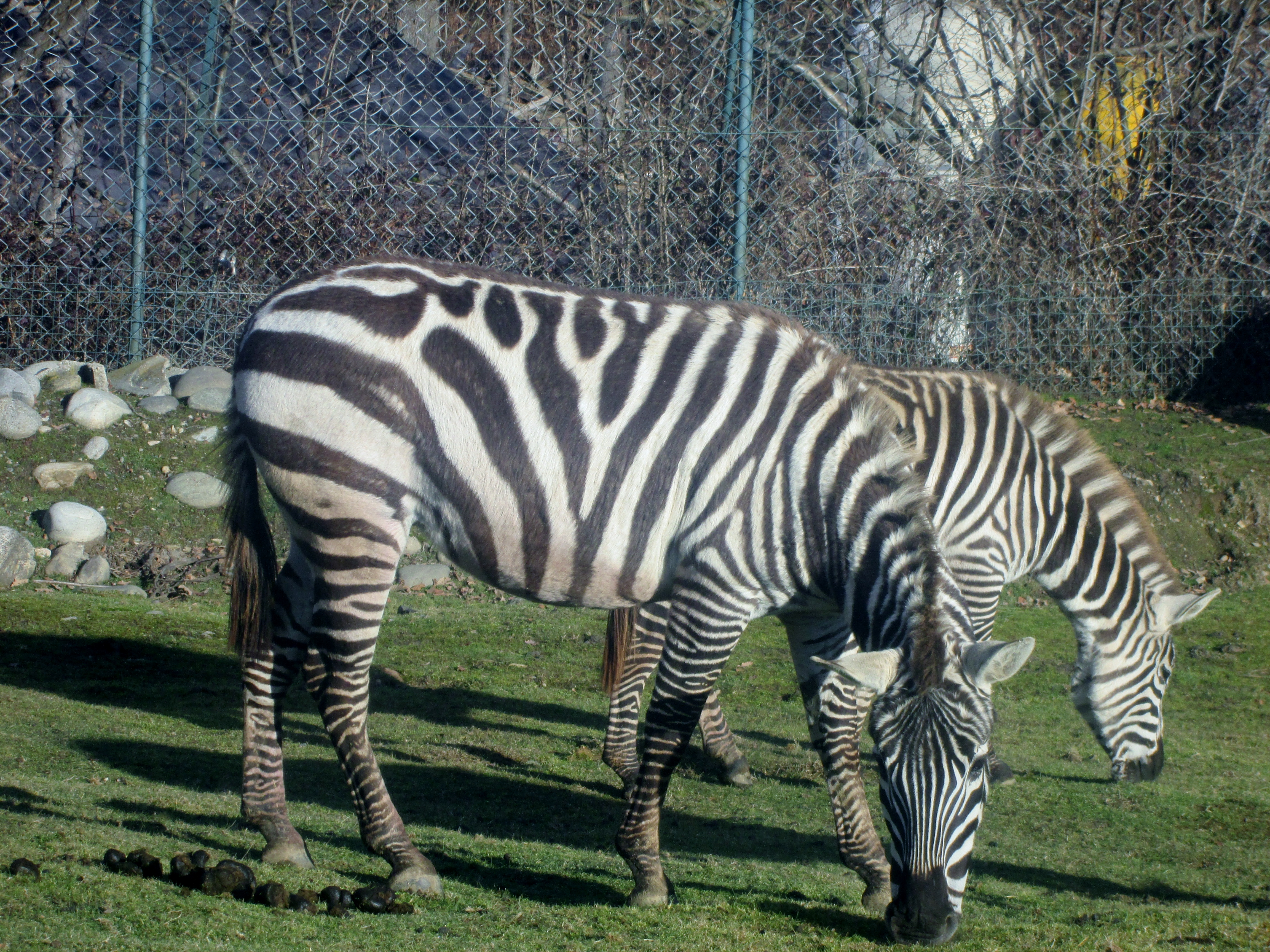
Zebre
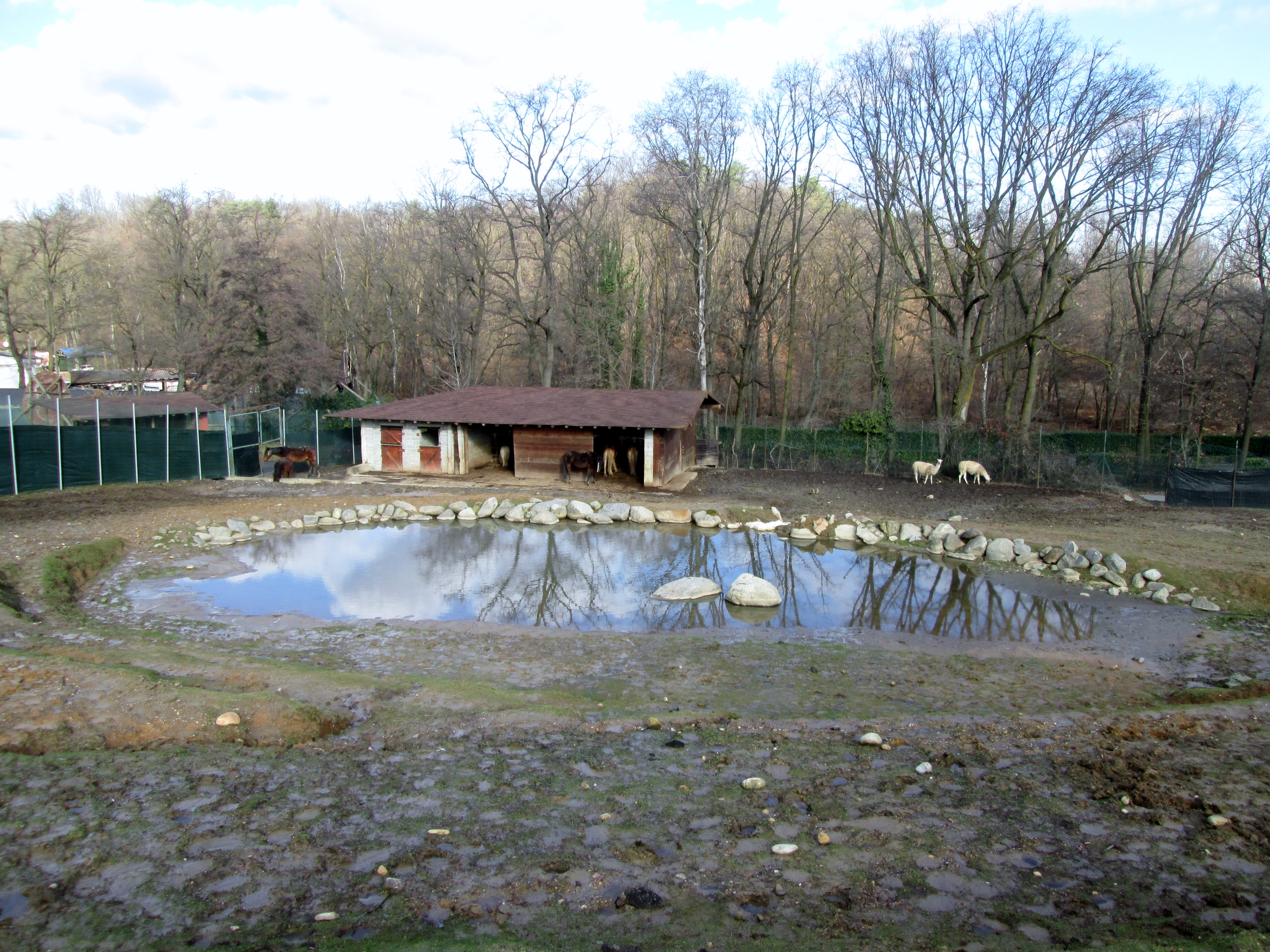
Cavalli e Lama nel loro habitat
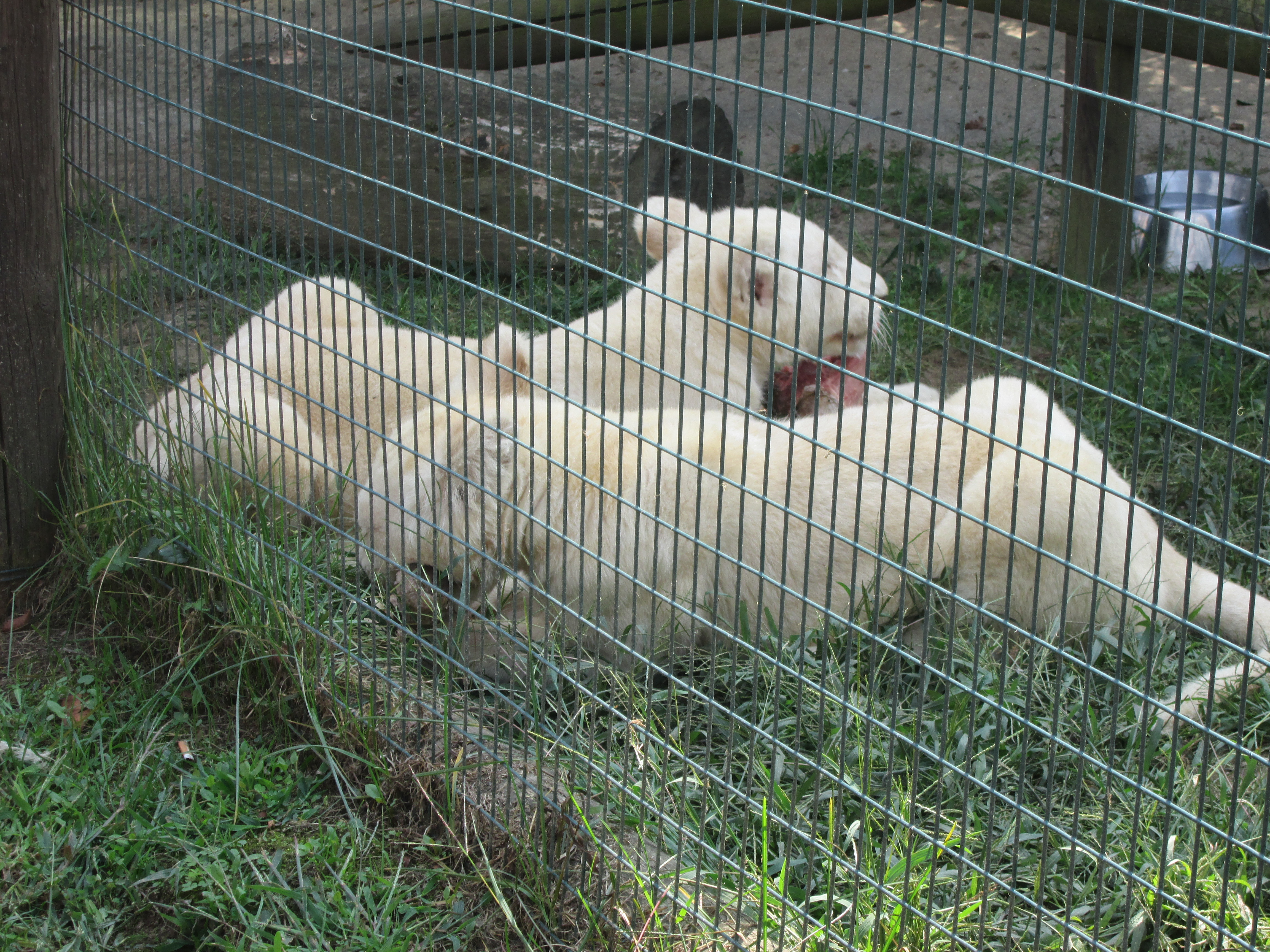
Cuccioli di Leoni bianchi
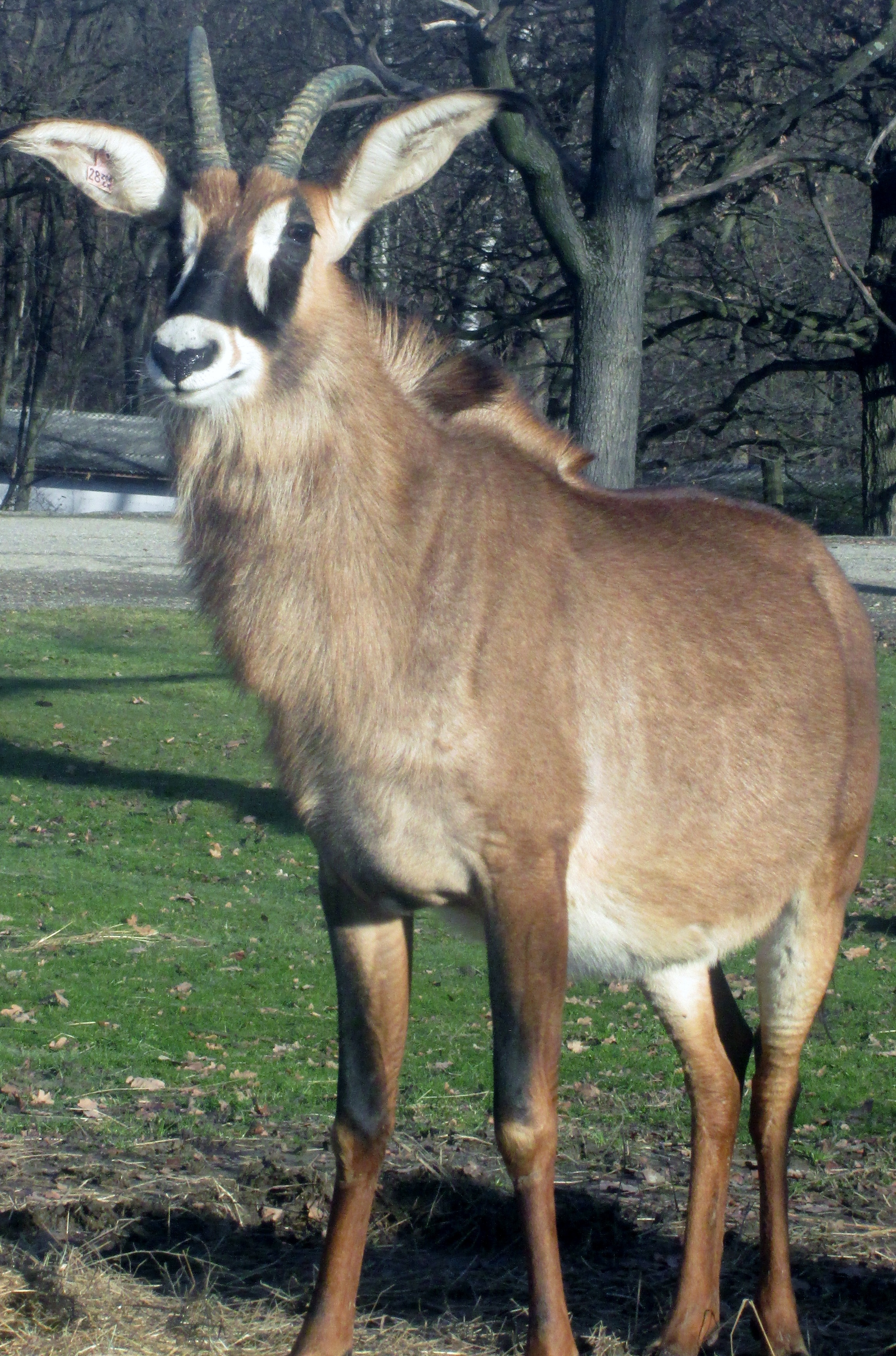
Antilope roana
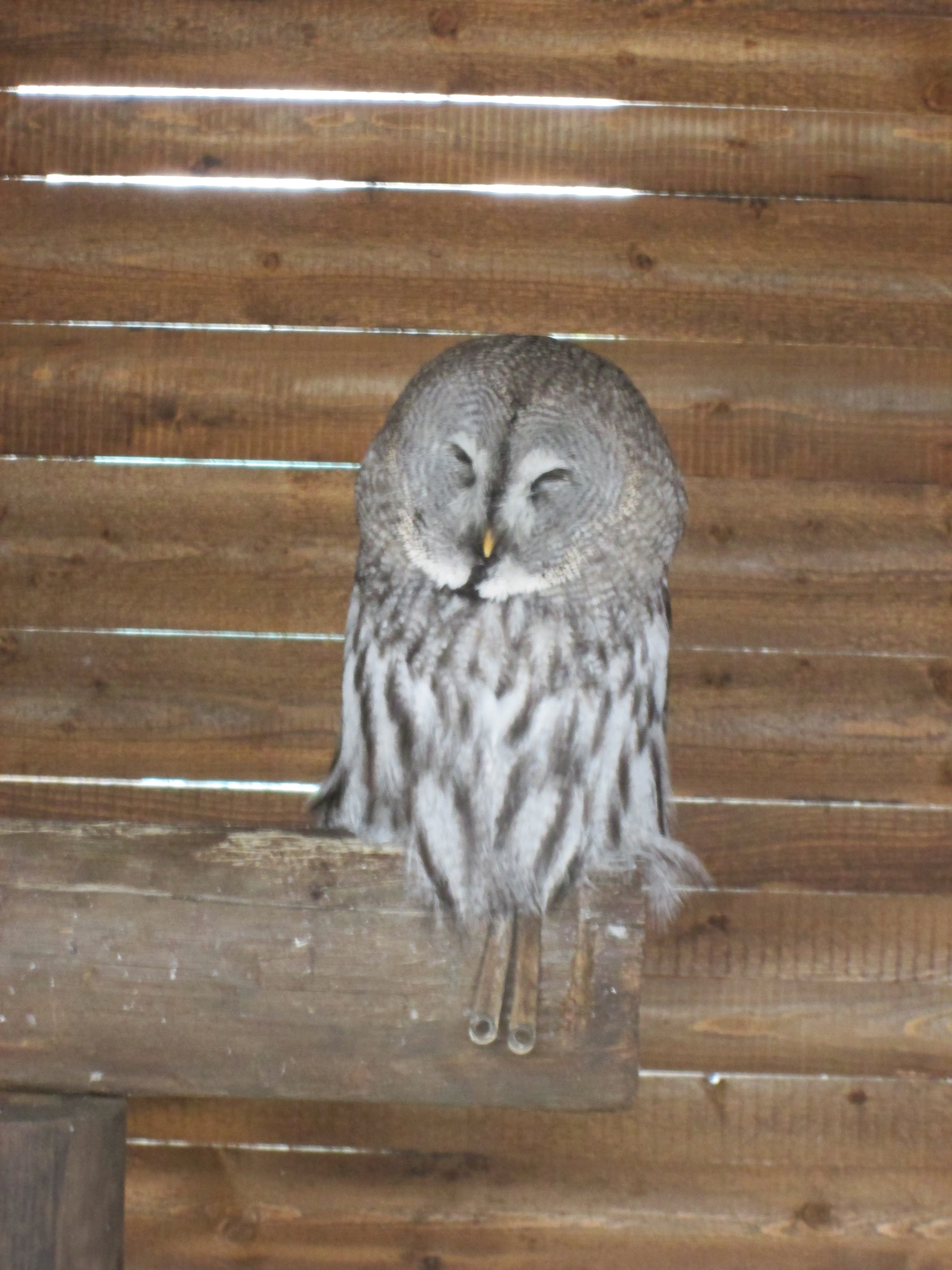
Allocco della Lapponia
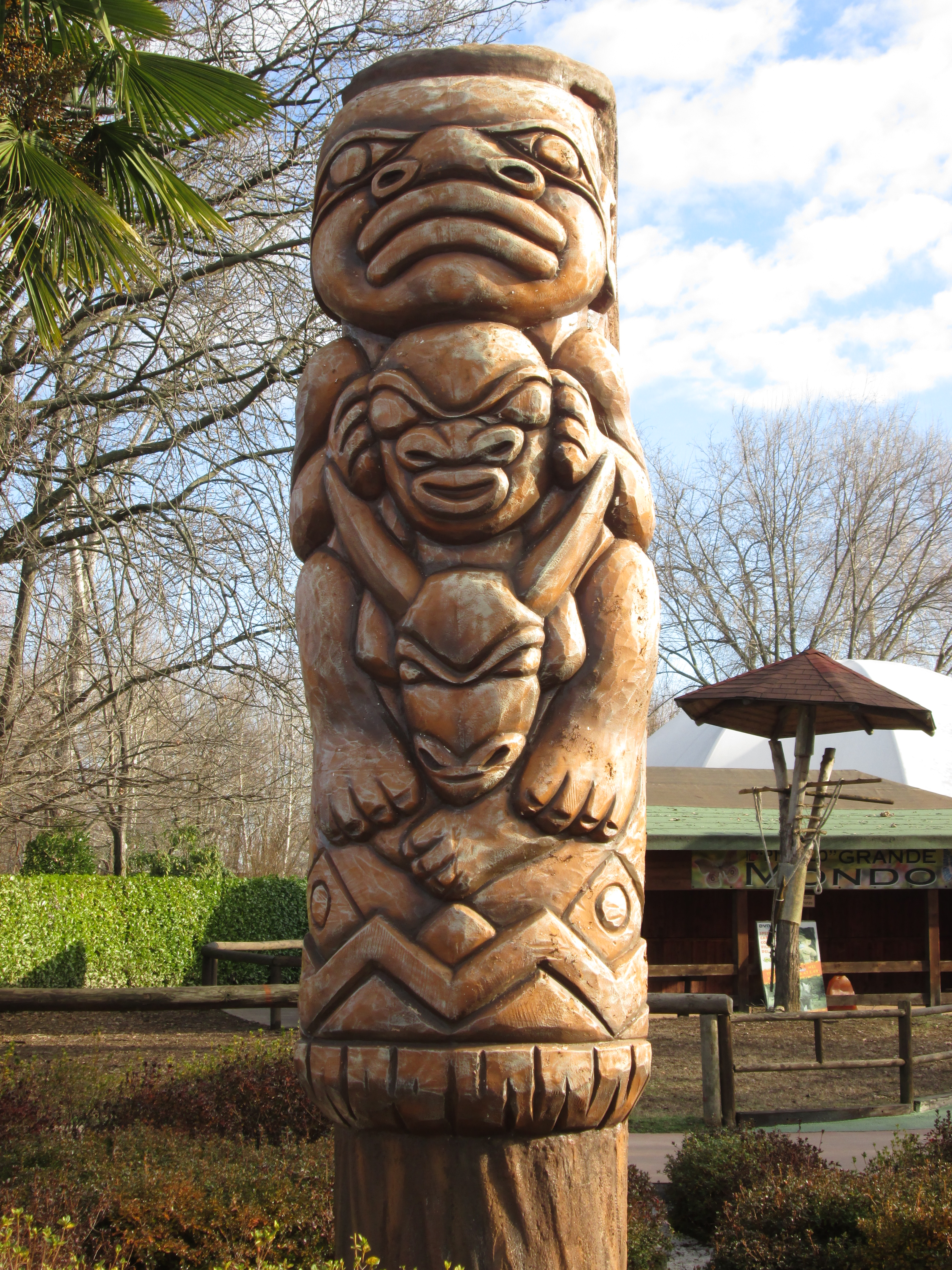
Totem africano lungo il parco
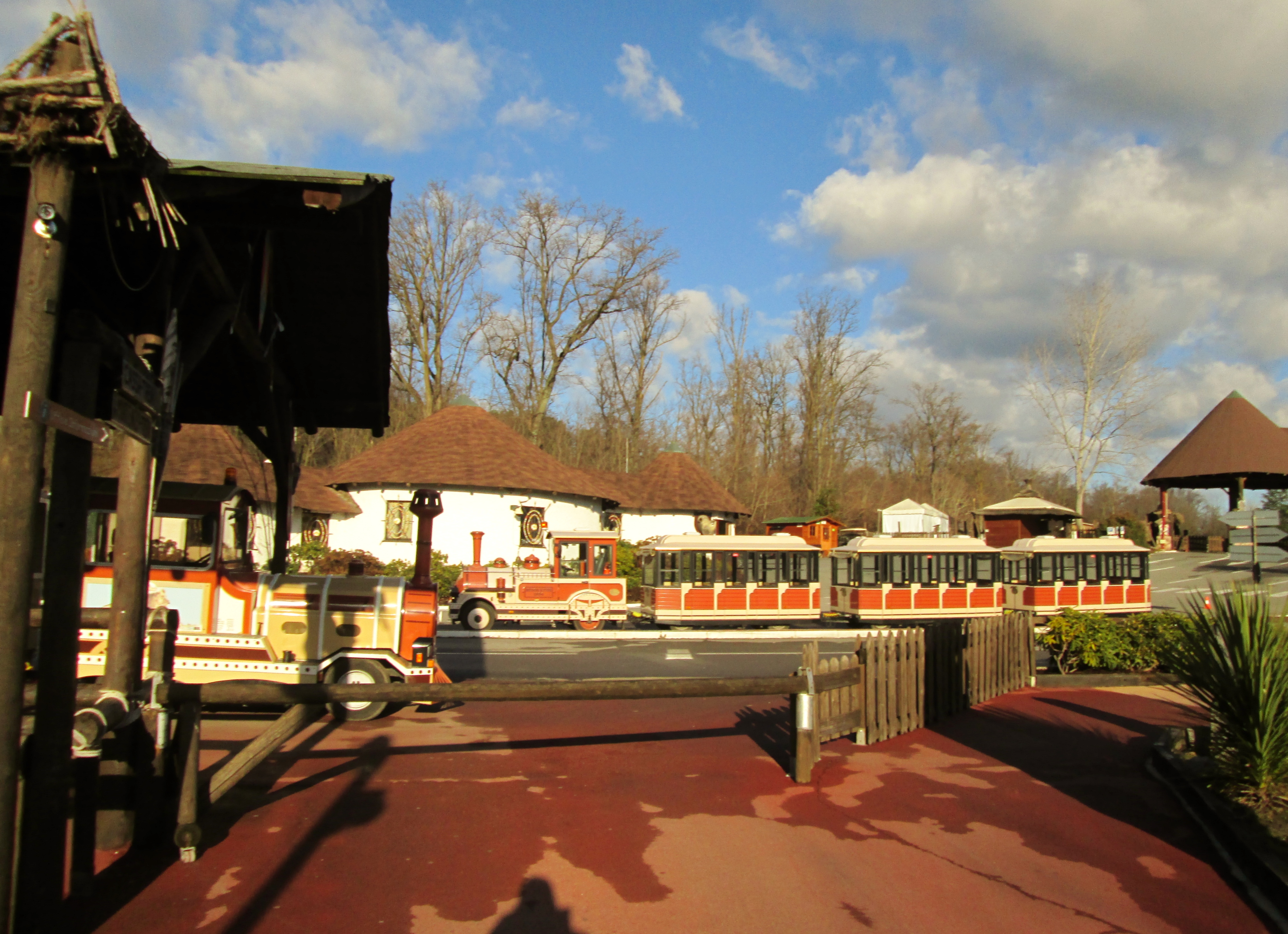
Trenini elettrici utilizzati per il safari
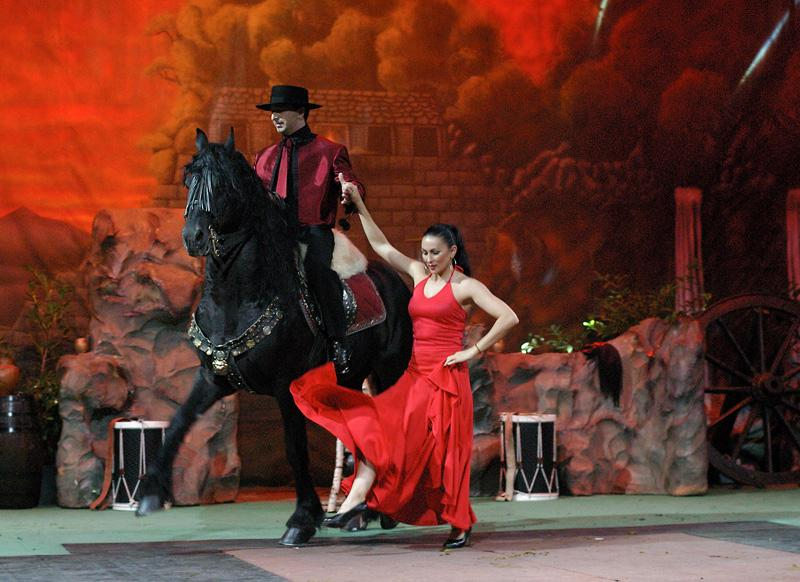
Cavallo con attori durante uno spettacolo
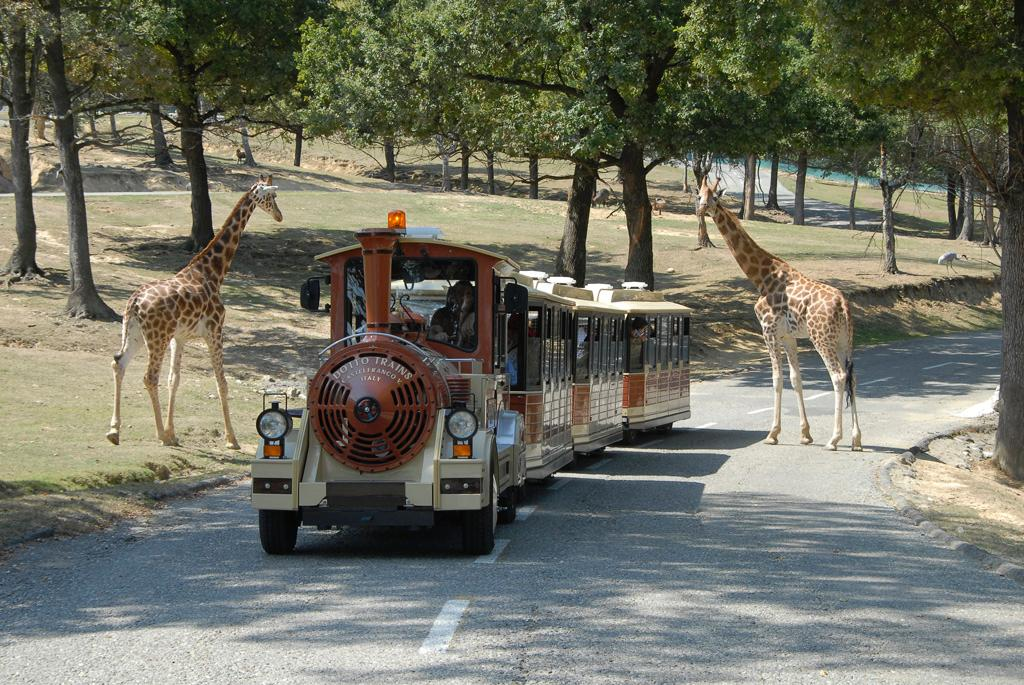
Trenino elettrico in transito tra due giraffe